# 徐大宗祠
徐大宗祠，俗称洑溪徐公祠、洑溪徐氏宗祠，位于中国江苏省无锡宜兴市宜城街道溪隐府小区内（原洑溪河畔溪隐村），为明代徐溥的家族祠堂，全国重点文物保护单位。

## 沿革
建于弘治五年（1492），原有五进，现有大门、过厅和正厅三进，其中过厅和正厅为原物，均为面阔三间、进深八架，大门与过厅为硬山顶，正厅为歇山顶。正厅梁柱均采用楠木，又称楠木花厅，其室内梁柱枋椽上均存有色泽鲜艳的彩绘，如缠枝花卉、包袱锦和云鹤等图案。2019年10月，被认定为全国重点文物保护单位。